# Федеральный центр охраны здоровья животных
Федеральный центр охраны здоровья животных (ФГБУ «ВНИИЗЖ») — основан 20 августа 1958 г., как Всесоюзный научно-исследовательский ящурный институт (ВНИЯИ). В 1992 году переименован во Всероссийский научно-исследовательский институт защиты животных (ВНИИЗЖ) Министерства сельского хозяйства и продовольствия Российской Федерации, с 2003 года — «Федеральный центр охраны здоровья животных» (ФГБУ «ВНИИЗЖ»). Расположен в г. Владимир (микрорайон Юрьевец).
Основные направления деятельности: разработка методов и средств диагностики инфекционных болезней животных, профилактики и борьбы с болезнями. Также в центре существует производство различных ветеринарных препаратов. В центре созданы следующие лаборатории:
- общих болезней для различных видов животных,
- молекулярной диагностики болезней КРС,
- болезни Марека,
- болезней свиней,
- ящура и везикулярных болезней,
- болезней птиц,
- вакцинных препаратов,
- малоизученных болезней,
- молекулярной диагностики болезней птиц,
- биотехнологии,
- молекулярной вирусологии,
- микробиологии с испытательным центром,
- эпизоотологии болезней птиц,
- прикладной вирусологии,
- болезней крупного рогатого скота.

В центре работает 1200 человек, из них 17 докторов и 120 кандидатов наук.
Центром защищено более 200 кандидатских и 28 докторских диссертаций.